# Jirachi
Jirachi és una de les espècies que apareixen a la franquícia Pokémon. És de tipus acer i psíquic. El nom de Jirachi és una transcripció japonesa del verb rus desitjar (желать, zhelat).
Jirachi és un Pokémon llegendari de tipus acer / psíquic introduït a la tercera generació. És l'equivalent a Mew, Celebi, Shaymin. Es diu que pot complir un desig a les persones que realment ho necessiten i apareixerà quan menys ho esperis. Sempre està dormint, desperta per una setmana cada 1000 anys.
Aquest Pokémon està despert una setmana cada mil·lenni llevat que una persona innocent li canti amb un bellíssima veu, de caràcter amigable i una mica tímid davant les persones, és capaç de combatre dormit i complir desitjos. Per tal que compleixi el desig d'algú aquest ha d'escriure en una nota i aferrar-la-hi al cap perquè el llegeixi quan desperti. Va ser creat per Arceus perquè creés el firmament i per complir els desitjos dels humans i Pokémon. Es diu que pot complir un desig en despertar cada 1000 anys per 1 setmana (7 dies).